# Resolució 43 del Consell de Seguretat de les Nacions Unides
La Resolució 43 del Consell de Seguretat de les Nacions Unides, aprovada per unanimitat l'1 d'abril de 1948, assenyala l'augment de la violència i el desordre a Palestina, demanant a l'Agència Jueva de Palestina i al Alt Comitè Àrab que posin a disposició del Consell de Seguretat representants per organitzar i fer complir una treva. La Resolució demana també als grups armats àrabs i jueus que cessin immediatament els actes de violència.